# Melisende (Tripolis)
Melisende von Tripolis (auch: Melisendis) (* um 1143; † nach 1161)  war die jüngere Tochter des Grafen von Tripolis Raimund II. und dessen Frau Hodierna, einer Tochter des Königs von Jerusalem Balduin II.
Manuel I. von Byzanz war, nachdem seine erste Gemahlin Bertha von Sulzbach 1159 gestorben war, auf der Suche nach einer neuen Ehefrau. Balduins Cousinen Maria von Antiochia (Tochter der Konstanze und ihres ersten Mannes Raimund von Poitiers) und Melisende kamen in Betracht. Da Balduin II. den byzantinischen Einfluss in Antiochia nicht noch verstärken wollte, schlug er dem Kaiser Melisende vor. Da es Gerüchte gab, dass sie unehelich geboren sei, wurde sie 1160 von Kaiser Manuel I. von Byzanz als Braut zurückgewiesen. Melisende war darüber so verstört, dass sie nie wieder zu sich selbst fand. 
Möglicherweise war sie die reale Gestalt hinter der „fernen Liebe“, jener Princesse Lointaine, die im zwölften Jahrhundert der Dichter und Troubadour Jaufré Rudel (1130–1170) besang und die später durch Edmond Rostands gleichnamiges Stück bekannt wurde – möglicherweise aber auch ihre Mutter. Ebenso wie sie die reale Gestalt hinter Francesco Petrarcas Trionfo d’Amore, Swinburnes Triumph of Time und Brownings Rudel to the Lady of Tripoli gewesen sein mag.